# Zirkelstein
De Zirkelstein is een 384,5 meter hoge berg in gemeente Reinhardtsdorf-Schöna in het voormalig district Sächsische Schweiz in de Duitse deelstaat Saksen.
Op een beboste verhoging in het landschap bevindt zich een 40 meter hoge rots van zandsteen. In 1592 wordt er voor het eerst melding gemaakt van de berg, toen nog onder de naam Circkelstein.
De top van de Zirkelstein is bereikbaar door middel van een bospad en tot slot stalen trappen. Het biedt uitzicht op de kleinere Kaiserkrone, de Elbe en de Schrammsteine.